# Malavath Purna
Malavath Purna (Telugu:మాలవత్ పూర్ణ) , no dia 25 de maio de 2014, escalou o ponto mais alto do Monte Everest e, com 13 anos de idade, se tornou a mulher mais jovem a chegar ao cume do Everest. Nasceu no vilarejo de Pakala, no distrito de Nizamabad, no estado de Telangana, Índia. 